# Бекович-Черкасский, Эльмурза Бекмурзович
Эльмурза Бекмурзович Бекович-Черкасский (ок. 1700 — 1765) — кабардинский князь из рода Бековичей-Черкасских. Шестой (младший) сын кабардинского князя Бекмурзы Джамбулатова, младший брат князя-валия Кабарды Татархана Бекмурзина (Бекова) и Александра Бековича-Черкасского; генерал-майор.

## Биография
В 1719 году молодой князь Эльмурза Бекович-Черкасский выехал из Кабарды в Россию. Вначале Эльмурза посетил Москву, а затем прибыл в Санкт-Петербург где «2 июля 1720 года в Коллегии иностранных дел пред министрами, на алкоране, к шерсти приведен был». Весной 1721 года Эльмурза вернулся в Кабарду.
В январе следующего 1722 года Эльмурза Бекович-Черкасский вторично приехал в Москву, получил аудиенцию у царя Петра, который пожаловал ему звание поручика российской армии.
Весной 1722 года поручик князь Эльмурза Бекович-Черкасский находился в царской свите во время каспийского похода Петра Великого. В июне царь в Астрахани издал «манифест» для народов Северного Кавказа, в котором объяснял причина своего военного похода на Каспий. По царскому распоряжению Эльмурза Бекович-Черкасский был отправлен с манифестом в Кабарду, чтобы убедить местных князей принять участие в царском военном походе. В августе 1722 года кабардинские князья Эльмурза Бекович-Черкасский и Асламбек Келеметов со своими дружинами присоединились к русской армии.
В 1723—1724 годах русское правительство построило на Северном Кавказе крепость Святого Креста. Сюда были переселены кабардинские семьи (300 фамилий), состоявшие в подданстве князя Эльмурзы Бековича-Черкасского. Эльмурза был назначен начальником над всем горским населением в основанной крепости.
В 1727 году по протекции генерал-фельдмаршала князя В. В. Долгорукова Эльмурза Бекович-Черкасский был произведен в подполковники. В 1730 году фельдмаршал Василий Долгоруков ходатайствовал в Коллегии иностранных дел о прибавлении жалованья Эльмурзе Бековичу-Черкасскому «за многие службы его в пользу Российской империи». В январе 1731 года указом императрицы Анны Иоанновны князь Эльмурза Бекович был произведен в полковники.
В 1732 году после смерти верховного князя Кабарды Ислама Мисостова княжеский совет избрал новым верховным князем Татархана Бекмурзина (Бекова) (1732—1737), старшего брата Эльмурзы. Этим самым в Кабарде значительно укрепились позиции сторонников России.
В 1735 году на Тереке была основана крепость Кизляр, куда были переселены терские казаки, которые со служившими здесь горцами были сведены в Терское кизлярское казачье войско. Его командующим был назначен полковник князь Эльмурза Бекович-Черкасский.
В 1737 году во время русско-турецкой войны полковник князь Эльмурза Бекович-Черкасский во главе кизлярского казачьего войска трижды ходил в походы против крымских татар и ногайцев.
В 1744 году Эльмурза Бекович-Черкасский получил чин генерал-майора. В том же 1744 году кабардинские князья Мисост и Джанхот Татархановы, Инал и Кази Кайсиновы, Хамурза Асланбеков, родственники Эльмурзы, отправили в Санкт-Петербург письмо, в котором сообщали, что «до скончания жизни нашей… обязуемся… по присяжной нашей должности верно служить» России, «так как… родственники наши князь Александр Бекович и генерал-майор князь Эльмурза Бекович …службу свою верно и безпорочно продолжали».
В 1760 году царское правительство прислало в Кизляр предписание сформировать из горцев ополчение и вместе с терскими казаками под общим командованием генерала Эльмурзы Бековича-Черкасского направить в русскую армию генерал-фельдмаршала Петра Салтыкова, воевавшую в Пруссии. Эльмурза Бекович-Черкасский собрал ополчение и двинулся в путь, но на марше в районе Черкасска (на Дону), узнав о прекращением военных действий и смерти императрицы Елизаветы Петровны, вернулся назад в Кизляр.
В 1763 году генерал-майор Эльмурза Бекович-Черкасский отправился в Россию, чтобы представиться новой императрице Екатерине Алексеевне Великой. В Москве Эльмурза встретился со своими племянниками, сыновьями Александра Бековича-Черкасского, князьями Александром Старшим и Александром Младшим, офицерами русской армии. Из Москвы Эльмурза прибыл в Петербург, где был принят в Военной коллегии и получил аудиенцию у императрицы. Весной 1764 года Эльмурза Бекович вернулся в Кизляр.
В конце 1765 года старый генерал-майор Эльмурза Бекович-Черкасский скончался. Был похоронен на родовом кладбище Бекмурзиных, находившемся в Кабарде.

## Семья
Эльмурза Бекович-Черкасский оставил после себя восемь сыновей, пять из которых избрали для себя военную службу.
- Старший сын Девлет-Гирей-тума (незаконнорожденный), рождённый от простой черкешенки, носил чин ротмистра.
- Второй сын Темир-Булат Бекович-Черкасский (ум. 1775) имел чин капитана и служил под командованием своего отца в Кизляре.
- Третий сын Инал Бекович получил чин поручика.
- Четвёртый сын Касбулат Бекович-Черкасский, получив согласие своих старших братьев, в 1768 году принял православие под именем Александра. В 1775 году после смерти своего старшего брата Темир-Булата Александр Бекович-Черкасский был назначен начальником над «аульными татарами». В 1785 году капитан Александр Бекович отличился во время обороны Кизляра от шейха Мансура, получив чин подполковника. В 1790 году получил звание полковника и стал начальником Терско-Кизлярского войска. В 1804 году уволился с военной службы.
- Пятый сын Мамет-Гирей, самый младших из сыновей, оставшихся в Кизляре, также служил в русской армии и имел чин секунд-майора.
- Младшие сыновья Алмас, Прусхан и Бекмурза после смерти своего отца были вывезены его родственниками в Россию, где их дальнейшая судьба неизвестна.